# Mese siderale

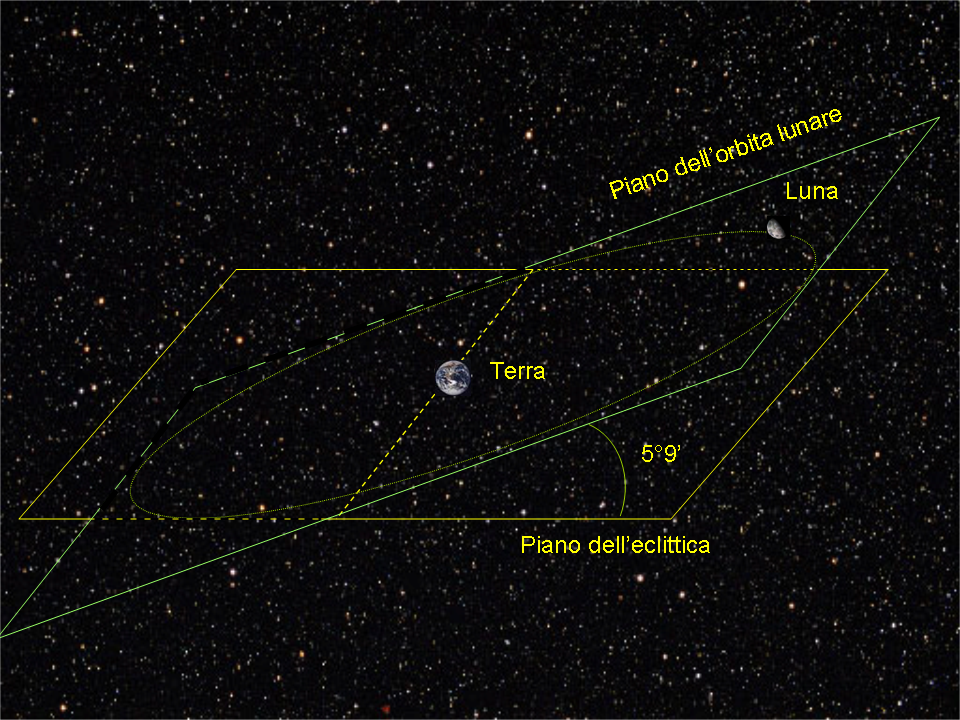
Rappresentazione dell'orbita della Luna intorno alla Terra

Il mese siderale è il tempo medio che la Luna impiega a rioccupare, se osservata dalla Terra, la stessa posizione apparente tra le stelle fisse. Tale intervallo corrisponde a 27,32166 giorni, cioè 27g 07h 43m 11,5s. Non va confuso con il mese sinodico. Invece il suo periodo tropicale medio, calcolato da equinozio a equinozio, è di 27,321582 giorni, pari a 27g 07h 43m 04,7s.
Un osservatore che si trova sulla Terra vede la Luna spostarsi di circa 13,177° (360°/27,32) al giorno: essa pertanto sorgerà ogni volta con circa 52,7 minuti di ritardo, pari al tempo necessario affinché la sfera celeste - che sembra muoversi di 15° in un'ora (360°/24) - ruoti appunto di 13,177°. 
La Luna gira attorno alla Terra in senso antiorario, ossia da ovest verso est, nello stesso senso di rotazione intorno a se stessa e di rivoluzione intorno al Sole del suo pianeta, percorrendo un'orbita non perfettamente circolare ma ellittica (con eccentricità pari a 0,0554) di cui la Terra occupa uno dei due fuochi. 
Nello stesso periodo impiegato a percorrere un'orbita, la Luna compie anche una rotazione completa intorno al proprio asse; è cioè in rotazione sincrona con la Terra. In altri termini, il periodo di rotazione su se stessa coincide con il mese siderale il che porta come conseguenza che essa rivolga sempre lo stesso emisfero alla Terra, l'unico visibile dal nostro pianeta. Comunque, facendo un'analisi più approfondita, sia a causa di altri piccoli movimenti dovuti alla non omogenea distribuzione delle masse terrestri, sia a causa di parametri geometrici legati all'inclinazione dell'asse di rotazione lunare e dell'eclittica dell'orbita, è possibile vedere altre porzioni del suolo lunare. La presenza di questi movimenti, detti librazioni, consentono di vedere nel complesso circa il 60% della superficie lunare.